# Ти или никоя
„Ти или никоя“ (на испански: Tú o nadie) е мексиканска теленовела, създадена от Мария Саратини, режисирана от Хосе Рендон и продуцирана от Ернесто Алонсо за Телевиса през 1985 г.
В главните роли са Лусия Мендес и Андрес Гарсия, а в отрицателните – Урсула Пратс и Салвадор Пинеда.

## Сюжет
Антонио Ломбардо живее в луксозна и огромна къща в Акапулко с Виктория, неговата мащеха, която той обича като истинска майка, Камила, сестрата на Антонио, която току-що се е омъжила за Клаудио, а също и Максимилиано, син от първия брак на Виктория, който е завистлива и манипулативна личност, криеща се зад маската на добър човек.
След смъртта на баща си Антонио успешно е поема бизнеса и богатството му. Ревнив за успеха на своя брат, Максимилиано крои планове да измъкне всичко от Антонио. Максимилиано се влюбва в Ракел Саманиего, добро момиче от средната класа, като се представя за Антонио. Ракел, която не знае и не подозира абсолютно нищо, се омъжва за предполагаемия Антонио; непосредствено след сватбата, той отива, а тя обещава да го чака. Междувременно Максимилиано поставя капан в самолета на Антонио, който е ранен при злополука, но по чудо оцелява.
Виктория и Камила намерят брачното свидетелство на Ракел и Антонио и си мислят, че са били женени тайно, но когато научават за смъртта му, те решават да кажат на момичето. Ракел, разколебана, пътува до имението на Ломбардо, пристигайки открива цялата истина, но Максимилиано я принуждава да мълчи и да бъде негова съучастничка, в противен случай – ще я обвини в конспирация.
Всичко се усложнява, когато Антонио оцелява, но е с частична амнезия. Антонио не признава Ракел, защото той никога не я е виждал, но тя е принудена да го лъже и да се преструва, че му е съпруга по заповед на Максимилиано. Антонио си връща паметта и открива истината, че е лъган. Решава да изхвърли Ракел от къщата и живота си, но между двамата възниква любовта, за която трябва да се борят срещу множество интриги, които се опитват да ги разделят.

## Актьори
- Лусия Мендес – Ракел Саманиего Силва
- Андрес Гарсия – Антонио Ломбардо
- Салвадор Пинеда – Максимилано Албенис
- Урсула Пратс – Маура Малтиера Кортасар / Лаура Савала Кортес
- Лус Мария Херес – Марта Саманиего
- Магда Гусман – Виктория вдовица де Ломбардо
- Лиляна Абуд – Камила Ломбардо
- Мигел Мансано – Даниел Саманиего
- Арсенио Кампос – Клаудио
- Мигел Анхел Негрете – Пабло
- Фабио Рамирес – Оскар
- Игнасио Рубиел – Есекиел
- Гилермо Сарур – Рамон
- Тони Браво – Луис
- Роберто Антунес – Чучо
- Мария Марсела – Карла
- Антонио Валенсия – Родриго
- Гастон Тусет – Андрес
- Паола Морели – Алехандра
- Фернандо Саенс – Котарака
- Хулиета Егурола – Мече
- Абраам Мендес – Габриел
- Луис Хавиер – Умберто
- Хакаранда Алфаро – Памела
- Ребека Силва – Хулия
- Алехандро Руис – Фелипе Акуня
- Мария Рехина – Лисет
- Сесилия Габриела – Мария Хосе

## Премиера
Премиерата на Ти или никоя е на 11 февруари 1985 г. по Canal de las Estrellas. Последният 120. епизод е излъчен на 29 юли 1985 г.

## Награди и номинации
Награди TVyNovelas 1986
| Категория                            | Номиниран(а)    | Резултат   |
| ------------------------------------ | --------------- | ---------- |
| Най-добра теленовела                 | Ернесто Алонсо  | Номиниран  |
| Най-добра актриса в главна роля      | Лусия Мендес    | Номинирана |
| Най-добър актьор в главна роля       | Андрес Гарсия   | Номиниран  |
| Най-добра актриса в отрицателна роля | Урсула Пратс    | Номинирана |
| Най-добър актьор в отрицателна роля  | Салвадор Пинеда | Номиниран  |
| Най-добра първа актриса              | Магда Гусман    | Печели     |
| Най-добра млада актриса              | Лус Мария Херес | Печели     |
| Най-добра млада актриса              | Лиляна Абуд     | Номинирана |
| Най-добро мъжко откритие             | Луис Хавиер     | Номиниран  |
| Най-добър режисьор                   | Хосе Рендон     | Печели     |
| Най-добър сценарист                  | Мария Саратини  | Номинирана |
| Най-добър женски дебют               | Поала Морели    | Номинирана |

## Версии
- Акапулко, тяло и душа (1995-1996), мексиканска теленовела, режисирана от Хуан Карлос Муньос, Мартин Бараса и Аурора Молина, и продуцирана от Хосе Алберто Кастро за Телевиса, с участието на Патрисия Мантерола и Саул Лисасо.
- Acapulco bay (1995), мексиканско-американска теленовела, режисирана от Том де Симоне и продуцирана от Карлос Сотомайор за Фокс Бродкастинг Къмпани и Телевиса, с участието на Ракел Гарднър и Джейсън Адамс.
- Капризи на съдбата (2009), мексиканска теленовела, режисирана от Моника Мигел и Карина Дупрес, и продуцирана от Карла Естрада за Телевиса, с участието на Жаклин Бракамонтес, Уилям Леви, Шантал Андере, Ана Бренда Контрерас и Давид Сепеда.
- Кабо (2022), мексиканска теленовела, продуцирана от Хосе Алберто Кастро за ТелевисаУнивисион, с участието на Барбара де Рехил и Матиас Новоа.